# ۲۶ اکتبر
۲۶ اکتبر دویست و نود و نهمین (در سال‌های کبیسه سیصدمین) روز سال در گاه‌شماری میلادی است. ۶۶ روز تا پایان سال باقی‌است.

## زادروزها
- ۱۸۶۹ – محمد ابن ابی‌شنب، ادیب و زبان‌شناس برجستهٔ الجزایری
- ۱۹۱۵ – ری کراوفرد، خودشاغل، خلبان، و رانندهٔ مسابقات اتومبیل‌رانی آمریکایی (د. ۱۹۹۶)
- ۱۹۱۵ – جو فرای، رانندهٔ مسابقات اتومبیل‌رانی فرمول یک بریتانیایی (د. ۱۹۵۰)
- ۱۹۴۲ – جاناتان ویلیامز، رانندهٔ مسابقات اتومبیل‌رانی بریتانیایی (د. ۲۰۱۴)
- ۱۹۴۷ – یان اشلی، رانندهٔ مسابقات اتومبیل‌رانی فرمول یک بریتانیایی
- ۱۹۴۷ – هیلاری کلینتون، سیاست‌مدار آمریکایی
- ۱۹۶۱ - جان ای. دیویس، نویسنده آمریکایی

## درگذشت‌ها
- ۱۸۹۰ - کارلو کلودی، نویسنده ایتالیایی
- ۱۹۰۲ - الیزابت کدی استانتون، فعال اجتماعی و حقوق زنان آمریکایی